# Carl Evert Taube
Carl Evert Taube, född den 30 april 1854 i Uppsala, död den 21 april 1934 i Stockholm, var en svensk greve och militär. Han var bror till Arvid Taube och gift med Mathilda Grabow.
Taube blev underlöjtnant vid Svea livgarde 1875, löjtnant där 1880, kapten där 1893, major i  armén 1900 och vid regementet 1901 och överstelöjtnant vid regementet 1905. Taube var slottsfogde på Stockholms slott 1889–1912. Han befordrades till överste i fjärde arméfördelningens reservbefäl 1912. Taube blev riddare av Vasaorden 1895, av Svärdsorden 1897 och av Nordstjärneorden 1910 samt kommendör av andra klassen av sistnämnda orden 1921.